# Estimulación
La estimulación es la actividad que se le otorga a los seres vivos para un buen desarrollo o funcionamiento, ya sea por cuestión laboral, afectiva o física. La estimulación se contempla por medio de recompensas o también llamados estímulos, que despiertan en el individuo la motivación para realizar algo.
La mayor parte es por dinero, por afecto o por ciertos métodos de ejercicios, por lo cual se incita a realizar acciones mejor elaboradas. La palabra también se usa a menudo metafóricamente. Por ejemplo, una actividad interesante o divertida puede ser descrita como "estimulante", independientemente de sus efectos físicos sobre los nervios.
Estimular significa "llevar a alguien a convertirse en (más) activo, trabajador, fomentar o provocar algo para empezar (más rápido) o desarrollarse (mejor) o excitar a un órgano u organismo para incrementar su actividad".

## Generalidades
- Estimulación en general se refiere a cómo los organismos perciben los estímulos entrantes. Como tal, es parte del mecanismo de estímulo-respuesta. Por lo tanto, la estimulación puede ser descrita como "la respuesta que provocan los eventos externos o internos a un individuo en el intento de hacerles frente".

Psicológicamente, es posible habituarse a un grado de estimulación, y luego encontrar que es incómodo tener significativamente más o menos. Así, uno puede llegar a acostumbrarse a una vida intensa y estresante, y luego sufrir de abstinencia cuando se retira de ella, por falta de estimulación.

## Tipos de estimulación
- Estimulación laboral: Es aquella que por la puntualidad y hacer lo mejor posible el trabajo asignado se les dan a los trabajadores ciertos beneficios (vales de despensa, aumento salarial, etc).
- Estimulación afectiva: Es por el contacto más agradable para una persona ya sea sexual o  afectiva. Es la más común entre casi todas las personas, ya que, es la acción de dar y recibir.
- Estimulación física: Es la repetición de ciertos ejercicios para sanar o desarrollar las partes del cuerpo que se llegan a deteriorar o a lesionar. También es muy común la estimulación  en los bebés ya que por su fragilidad es la mejor etapa para su crecimiento y ser más competentes para su vida futura.